# Ulf Wachholtz
Ulf Wachholtz (* 16. Oktober 1920 in Neumünster; † 26. März 1969 in Düsseldorf) war ein deutscher Verleger.

## Leben und Wirken
Ulf Wachholtz war ein Sohn des Verlegers Karl Johann Gottfried Wachholtz und dessen Ehefrau Ilse Caroline, geborene Spangenberg (* 18. Mai 1895 in Neumünster). Er lebte anfangs bei seinen Eltern in Neumünster. Aufgrund zunehmender politischer Zwänge sandte ihn der Vater 1937 in der Schweiz, wo er zwei Schuljahre bis zum Abitur in freiheitlicher Umgebung verbringen sollte. 
1939 leistete Wachholtz Arbeitsdienst im Allgäu, anschließend Militärdienst. Als Unteroffizier kämpfte er mit der 30. Division beim Frankreichfeldzug und ab dem ersten Tag bis zu dessen Ende als Offizier der Kurlandarmee beim Russlandfeldzug in Ilmensee und Demjansk. Aufgrund einer Krankheit kam er nach Kriegsende aus sowjetischer Kriegsgefangenschaft frei und erreichte am 9. November 1946 Neumünster.
Anstelle eines geplanten Jurastudiums lernte Wachholtz ab dem 1. Januar 1947 das Buchdruckerhandwerk bei seinem Onkel Georg Struve in „Struve's Buchdruckerei u. Verlag“ in Eutin. Anschließend erhielt er eine Stelle als Assistent seines Onkels. Nachdem die Lizenzierung der Zeitungen aufgehoben worden war, organisierte er die Neuauflage des Ostholsteiner Anzeigers.
Am 20. Juni 1948 heiratete Wachholz die Ärztin Gisela Brinkmann (* 7. August 1921 in Lübeck), mit der er zwei Söhne und eine Tochter hatte. Aufgrund der schweren Krankheit seines Vaters übernahm er im September 1950 trotz fehlender kaufmännischer Expertise die Leitung des väterlichen Wachholtz Verlages. Dank seiner Fähigkeiten und seines Engagement konnte der Verlag 1954 ein neues Courierhaus in Neumünster eröffnen. Das Gebäude wurde 1954 und 1964 weiter ausgebaut. Unter seiner Führung entwickelte sich der Holsteinische Courier zu einem demokratiebasierten und toleranten Medium.
1966 erwarb Wachholtz die Buchdruckerei und den Verlag von W. Struve, die in diesem Jahr 225 Jahre alt wurden. Von 1967 bis 1968 ließ er dort ein neues Verlagsgebäude und eine moderne Druckerei einrichten. Wachholtz mochte insbesondere den Buchverlag und baute den Geschäftszweig sehr weitsichtig aus. Er wollte insbesondere wissenschaftliche Werke über Landeskunde, Vor- und Kunstgeschichte Schleswig-Holsteins und des gesamten Nordens verlegen und war bereit, hierfür große Opfer zu bringen. Viele der von ihm verlegten Werke erschienen nicht aufgrund finanzieller Erwägungen und absehbarer Profite, sondern aufgrund seiner persönlichen Freude an den Texten. Dies galt insbesondere für Lilli Martius Buch über die Malerei in Schleswig-Holstein im 19. Jahrhundert sowie den ersten Band zur Kunstgeschichte Schleswig-Holsteins, der nach dem Zweiten Weltkrieg verlegt wurde und sich erfolgreich entwickelte.
Wachholtz, der vier Jahre vor seinem Tod eine Offset-Druckerei an der Stadtgrenze zu Hamburg gründete, hinterließ einen Verlag von europäischem Ruf. Von einem Topographischen Atlas und Atlanten mit Luftbildern aller deutschen Bundesländer und Österreichs gab er 350.000 Exemplare heraus.
Neben dem Verlagsgeschäft engagierte sich Wachholtz leidenschaftlich für die Verständigung Deutschlands mit Dänemark. Er unterstützte alle hilfreichen Initiativen, um in Schleswig-Holstein Wissen über Dänemark, die Geschichte des Landes und dessen Einwohner zu verbreiten.

## Persönlichkeit
Wachholtz galt als Skeptiker mit einem pessimistischen Blick in die Zukunft. Trotzdem engagierte er sich gemäß den Leitlinien des Rotary-Clubs, die allgemeinen Zustände zu verbessern. Er war immer sehr bescheiden und öffentlichkeitsscheu. Als Delegierter und Vorstandsmitglied des Vereins Schleswig-Holsteinischer Zeitungsverleger nahm er an Delegiertenversammlungen des Bundes Deutscher Zeitungsverleger teil.
Der Verein Schleswig-Holsteinischer Zeitungsverleger urteilte in einem Nachruf, das Wachholtz „eine profilierte Verlegerpersönlichkeit“ gewesen sei, „die bei dem Wiederaufbau der deutschen Presse und der Gestaltung eines neuen freien deutschen Pressewesen hervorragend mitgewirkt“ habe.